# بیجارگاه سفلی
بیجارگاه سفلی، روستایی از توابع بخش کلاچای شهرستان رودسر در استان گیلان ایران است.روستایی بسیار زیبا با ادم هایی خوب

## جمعیت
این روستا در دهستان ماچیان قرار دارد و براساس سرشماری مرکز آمار ایران در سال ۱۳۸۵، جمعیت آن ۳۴۰ نفر (۸۷خانوار) بوده‌است.